# Hans Eworth

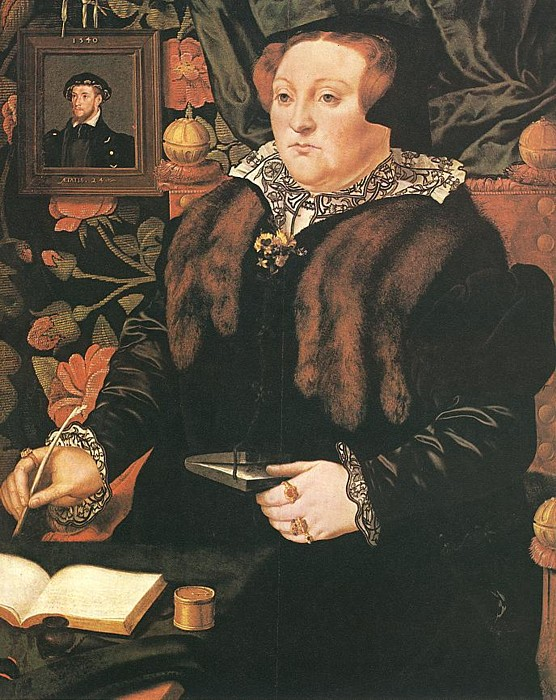
María Neville, Lady Dacre (C. 1555-1558), óleo sobre cobre, 73,7 x 57,8 cm, Galería Nacional de Canadá, Ottawa.

Hans Eworth (Flandes, c. 1520 - Inglaterra, c. 1574) fue un pintor retratista flamenco originario de Amberes de estilo manierista, , que estuvo activo entre 1545 y 1574 en Inglaterra. Junto con otros exiliados flamencos, hizo carrera en el Londres de los Tudor con pinturas alegóricas y con retratos de la aristocracia y la nobleza.

## Biografía

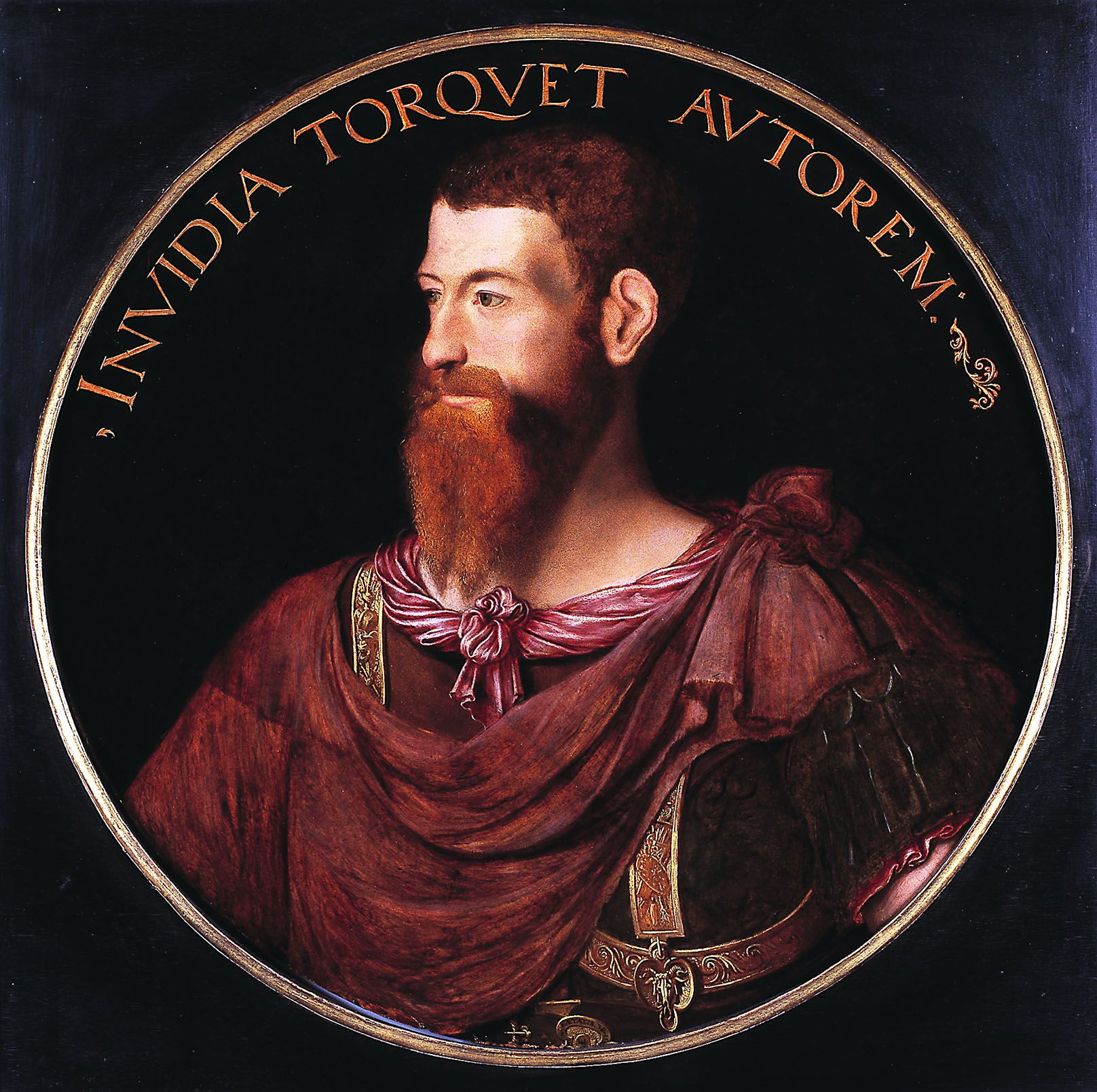
Henry Fitz Alan, 12º conde de Arundel (1550) Museo de Arte, Denver.

Nada se sabe de las primeras etapas de la vida o la formación de Eworth. Se registra como "Jan Euworts", en 1540, como un hombre libre en el Gremio de artistas de San Lucas en Amberes.
En 1544, un "Jan y Nicolás Euworths, pintor y vendedor de mercería" fueron expulsados de Amberes por herejía, y estudiosos en general, aceptan que este Jan es el mismo que trabajó para los Tudor. En 1545 Eworth residía en Londres, donde está bien documentado (en virtud de una amplia variedad de ortografía) hasta 1549.

## Retratos y pinturas decorativas

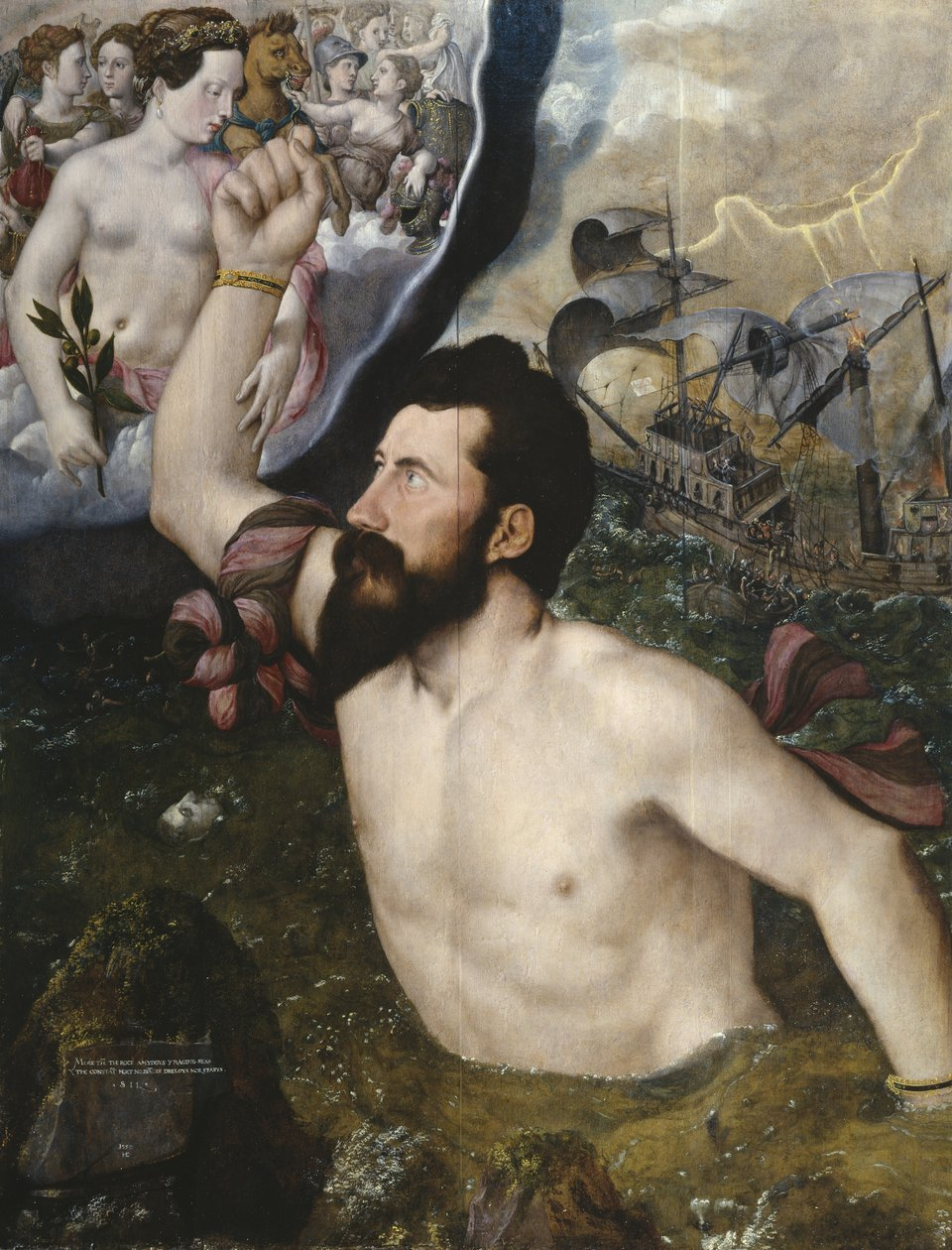
Retrato alegórico de Sir John Luttrell (1550) Instituto de Arte Courtauld, Londres.

Las primeras obras de Eworth que han llegado a nuestros días datan de 1549 a 1550. Estas incluyen el Retrato alegórico de Sir John Luttrell con la diosa Pax, conmemorando las hazañas militares de Luttrell (1517/1518 – 1551) y el Tratado de Boulogne (24 de marzo de 1550) que finalmente trajo la paz entre Inglaterra, Escocia y Francia después de la larga guerra conocida como la Rough Wooing. El original - firmado con el monograma "HE" de Eworth - fue donado al Instituto de Arte Courtauld por Lord Lee de Farnham en el año 1932. La pintura estaba "muy dañada" cuando fue donada al Instituto, a pesar de ello, ha sido conservada y restaurada.
Aunque no hay pruebas directas de que el patrón más importante de Eworth fue la reina católica María I de Inglaterra (1516 – 1558), la mayoría de los estudiosos aceptan que este sea el caso. Todos sus conocidos retratos de María I parecen variantes de un retrato en la Galería Nacional del Retrato de Londres que está firmado con "HE" y datado de 1554 y en la parte superior izquierda. Un segundo retrato, actualmente en la colección de la Sociedad de Anticuarios, está también firmado y fechado en 1554. Otros dos retratos muestran a María I con vestuarios de modas posteriores y se cree que han sido pintadas entre 1555 y la muerte de María I, en 1558.
En la siguiente década, Eworth siguió pintando retratos de la aristocracia, entre ellos una pareja de retratos de Thomas Howard (1536 – 1572), duque de Norfolk y su segunda esposa Margaret Howard (1540 - 1564) y los del conde Jacobo Eduardo (I conde de Moray, 1531 – 1570) y Agnes Keith (1540 – 1588) la condesa de Moray.

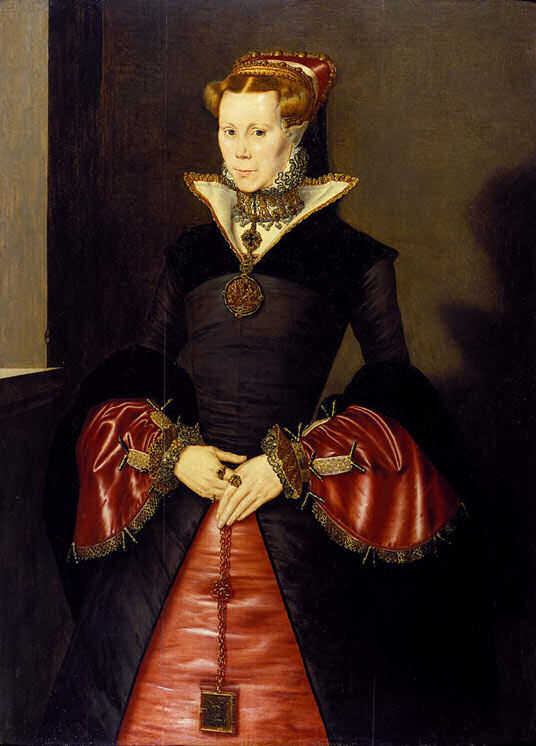
Dama desconocida (1550-5) Museo Fitzwilliam, Cambridge.

A pesar de la frecuente aparición del característico monograma "HE", la atribución de las obras a Eworth y la identificación de sus retratados continúa hoy en día. Una conocida pintura identificada por George Vertue (1684 – 1756) en 1727 como Lady Frances Brandon (1517 – 1559) y su segundo marido Adrian Stokes ha sido correctamente identificado como María Nevill o Neville (1525 – 1576), baronesa Dacre y su hijo Gregory Fiennes (1539 – 1594), 10º Barón Dacre. La pintura alegórica de Isabel I y las tres diosas (1569), muestra una ligera deferencia en el monograma "HE", por lo que Sir Roy Colin Strong (nacido en 1935) cautelosamente atribuyó la pintura en 1969 al “Monografista HE”, más tarde, en 1987 se atribuyó a Joris Hoefnagel (1542 – 1601), aunque hoy en día es aceptada como obra de Eworth.
Las últimas obras conocidas de Eworth están datadas entre 1570-3.

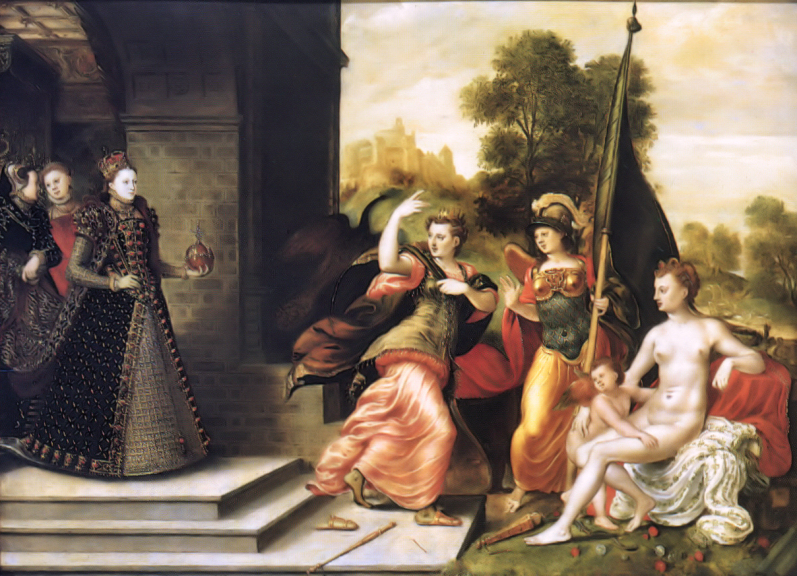
Isabel I y las tres diosas Colección Real, Londres.

Al igual que muchos otros artistas de la corte Tudor, Eworth también se comprometió con el trabajo decorativo, y participó en el diseño una mascarada para Isabel I (1533 – 1603), en honor del Embajador de Francia en 1572. Los registros de pago demuestran que Eworth diseñó la decoración de la Oficina del Revels sobre 1573, y que probablemente murió en 1574.
Su predecesor en la corte real fue Hans Holbein el Joven quien influenció fuertemente su estilo.
Alrededor de 40 pinturas le han sido atribuidas, casi todas ellas retratos.

## Obras

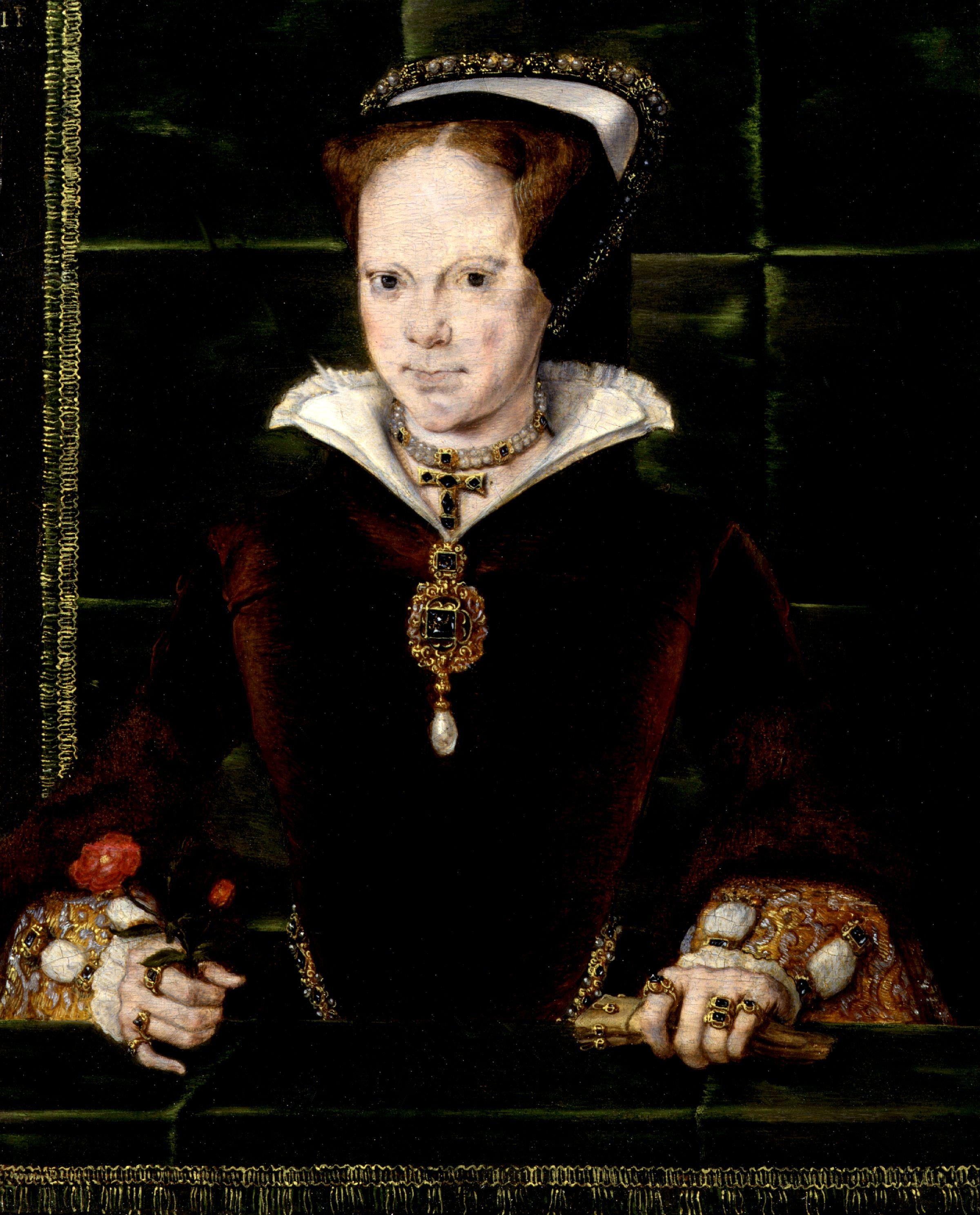
María I (1554) Galería Nacional del Retrato, Londres.

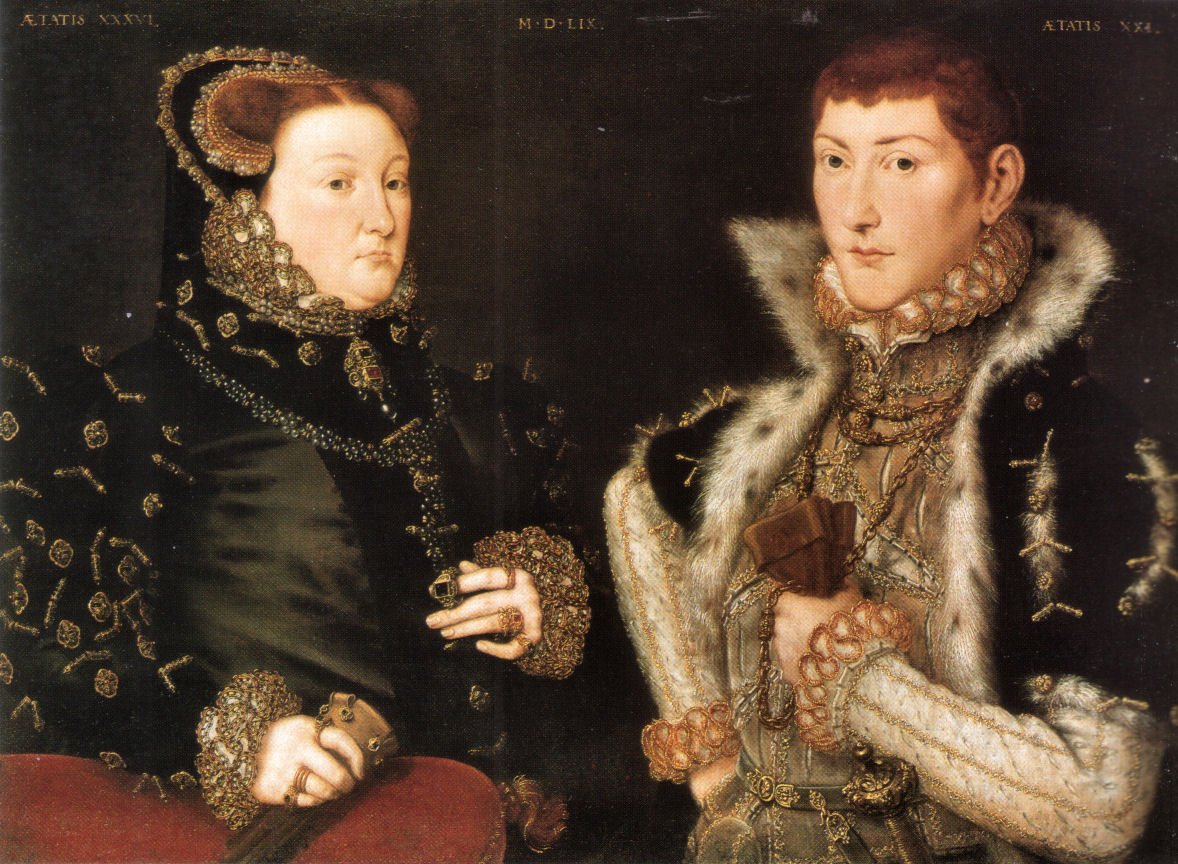
Mary Nevill y Gregory Fiennes, 10º barón Dacre (1559) Galería Nacional del Retrato, Londres.

- Retrato de Lady Dacre, (1540), Galería Nacional de Canadá, Ottawa.
- Eduardo VI, (1547-53), Museo del Hermitage, San Petersburgo.
- Henry Fitz Alan, 12º conde de Arundel (1550), Museo de Arte, Denver.
- Retrato alegórico de Sir John Luttrell con la diosa Paz (1550), Instituto de Arte Courtauld, Londres.
- Dama desconocida (llamado María I, posiblemente Lady Jane Grey), (1550-5), Museo Fitzwilliam, Cambridge.
- Mary Dudley, Lady Sidney, esposa de Sir Henry Sidney (1550-5), Petworth House, Petworth.
- Retrato de María Tudor (1550-60), Museo de Arte de la Universidad de Indiana, Bloomington.
- María I (1554), Galería Nacional del Retrato, Londres.
- María I (1554), Sociedad de Anticuarios, Londres.
- Henry Stewart, Lord Darnley, 1545 – 1567, consorte de María, Reina de Escocia (1555), Galería Nacional de Escocia, Edimburgo.
- Sir William Paulet, 1.er Marques de Winchester (sobre 1555), Museo de Arte, Denver.
- María I (1555-8)
- Retrato de una dama desconocida (1557), Galería Tate, Londres.
- Mary Nevill, Lady Dacre; Gregory Fiennes, 10º barón Dacre (1559), Galería Nacional del Retrato, Londres.
- James Stewart, 1.er conde de Moray (1561).
- Henry Stewart, Lord Darnley, y su hermano Charles Stewart, último conde de Lennox (1562), Colección Real, Londres.
- Retrato de Margaret Audley, duquesa de Norforlk (1562).
- Henry Stewart, Lord Darnley, y su hermano Charles Stewart, último conde de Lennox (1563), Colección Real, Londres.
- Retrato de Elizabeth Roydon, Lady Godling (1563), Galería Tate, Londres.
- Retrato de Thomas Howard, 4º duque de Norfolk (1563).
- Retrato de una dama desconocida (1565/8), Galería Tate, Londres.
- Nicholas Heath (1566), Galería Nacional del Retrato, Londres.
- Enrique VIII de Inglaterra (1567), Trinity College, Cambridge.
- Anthony Browne, 1.er vizconde de Montague (1569), Galería Nacional del Retrato, Londres.
- Isabel I y las tres diosas (1569), Colección Real, Londres.
- Isabel I (sobre 1570), Museo de Arte, Denver.
- John Selwyn (1572), Colección Wallace, Londres.

## Galería

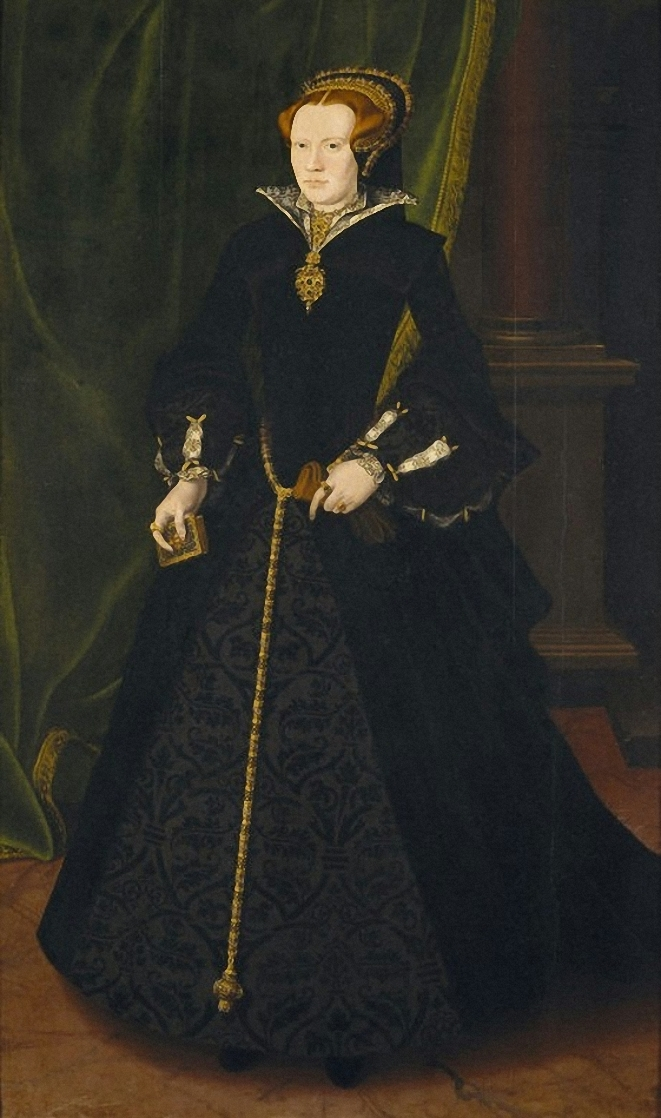
Mary Dudley, Lady Sidney, esposa de Sir Henry Sidney (1550-5).
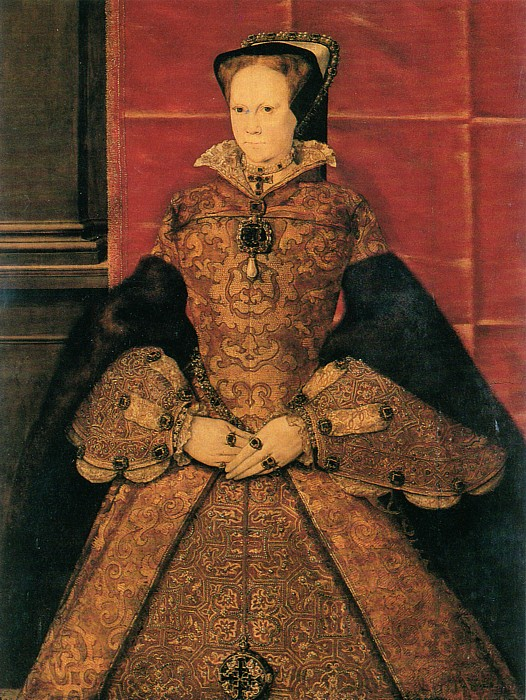
María I (1554) Sociedad de Anticuarios, Londres.
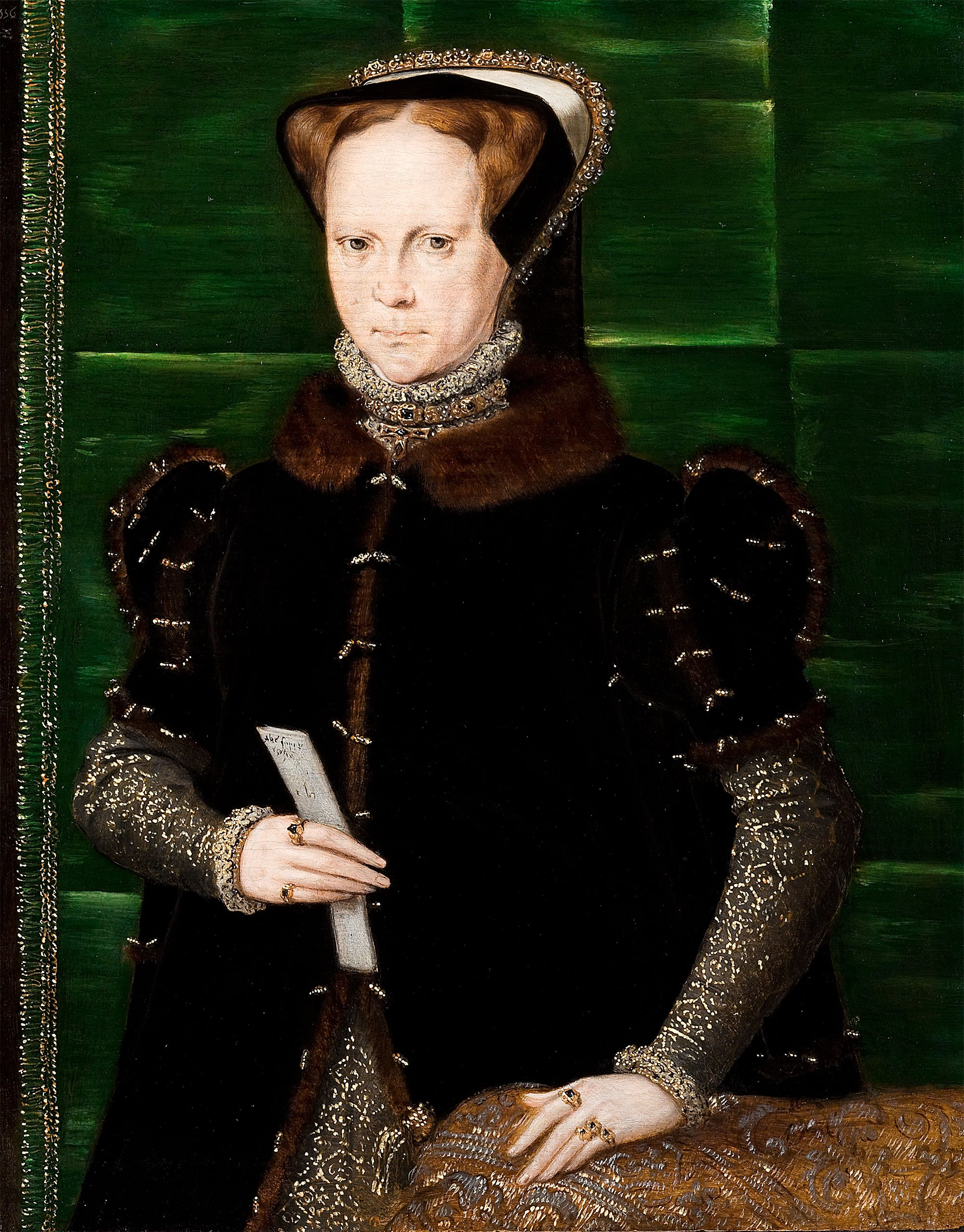
María I (1555-8).
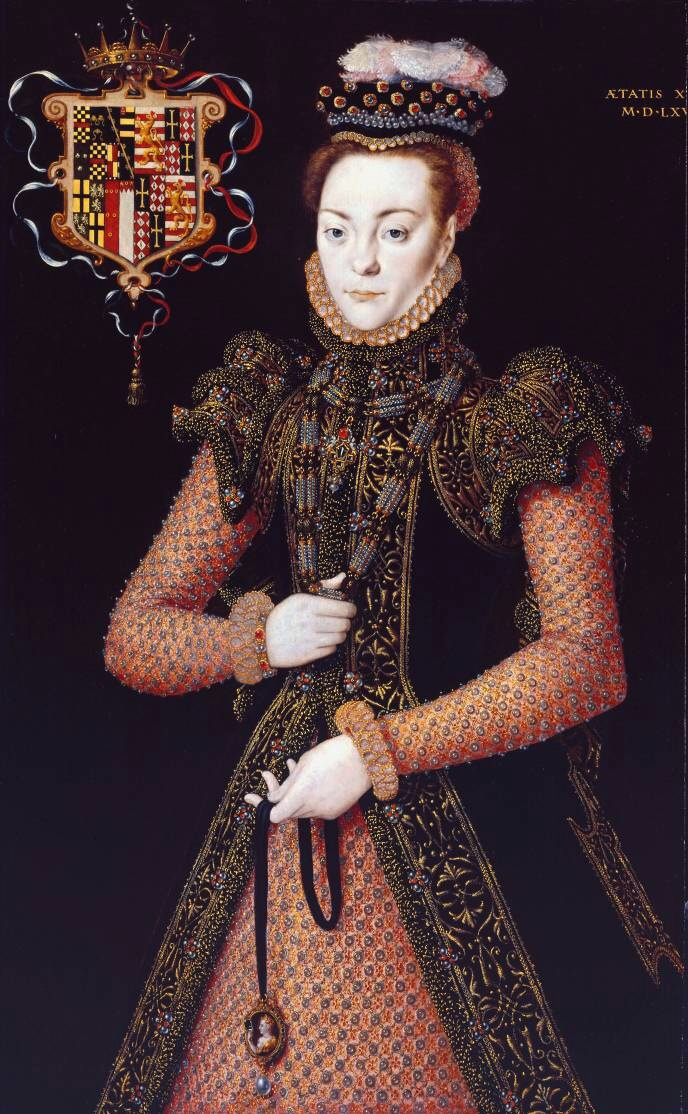
Retrato de dama desconocida (1557)Galería Tate, Londres.
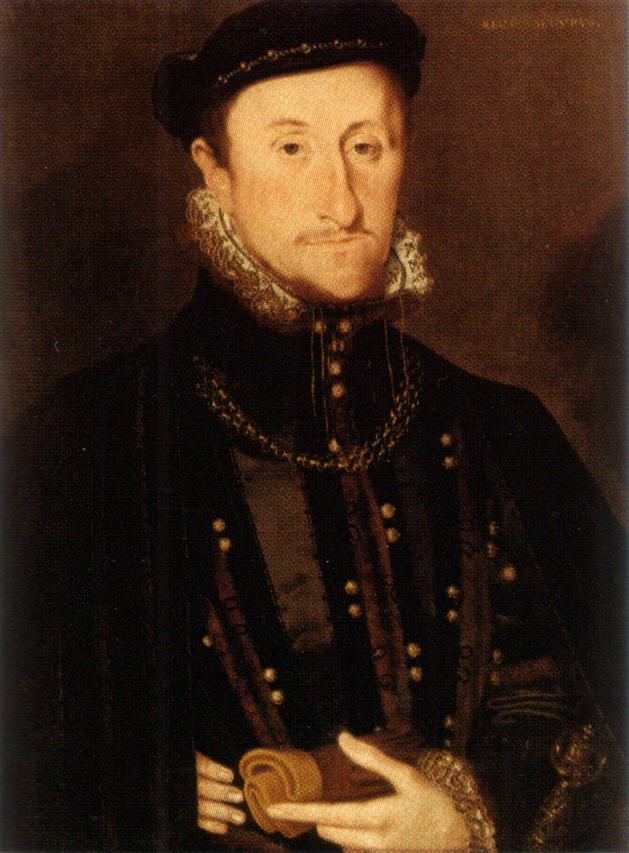
James Stewart, 1.er conde de Moray (1561).
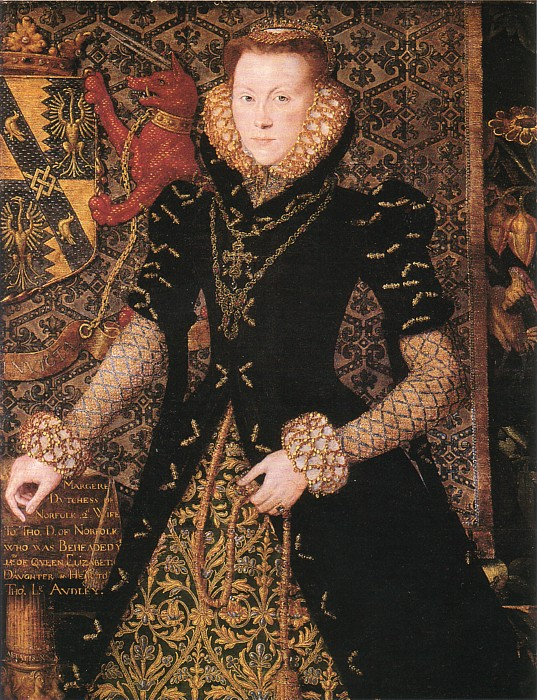
Retrato de Margaret Audley, duquesa de Norforlk (1562).
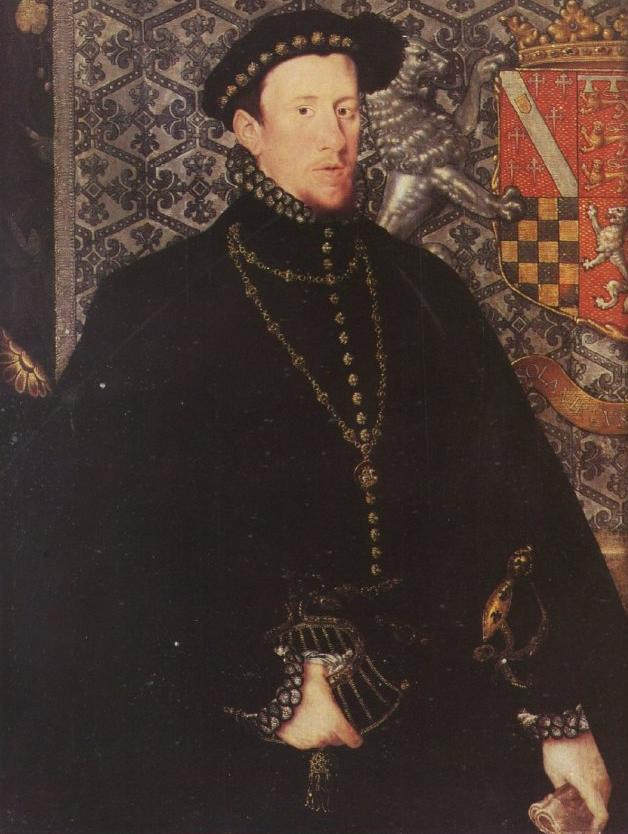
Retrato de Thomas Howard, 4º duque de Norfolk (1563).
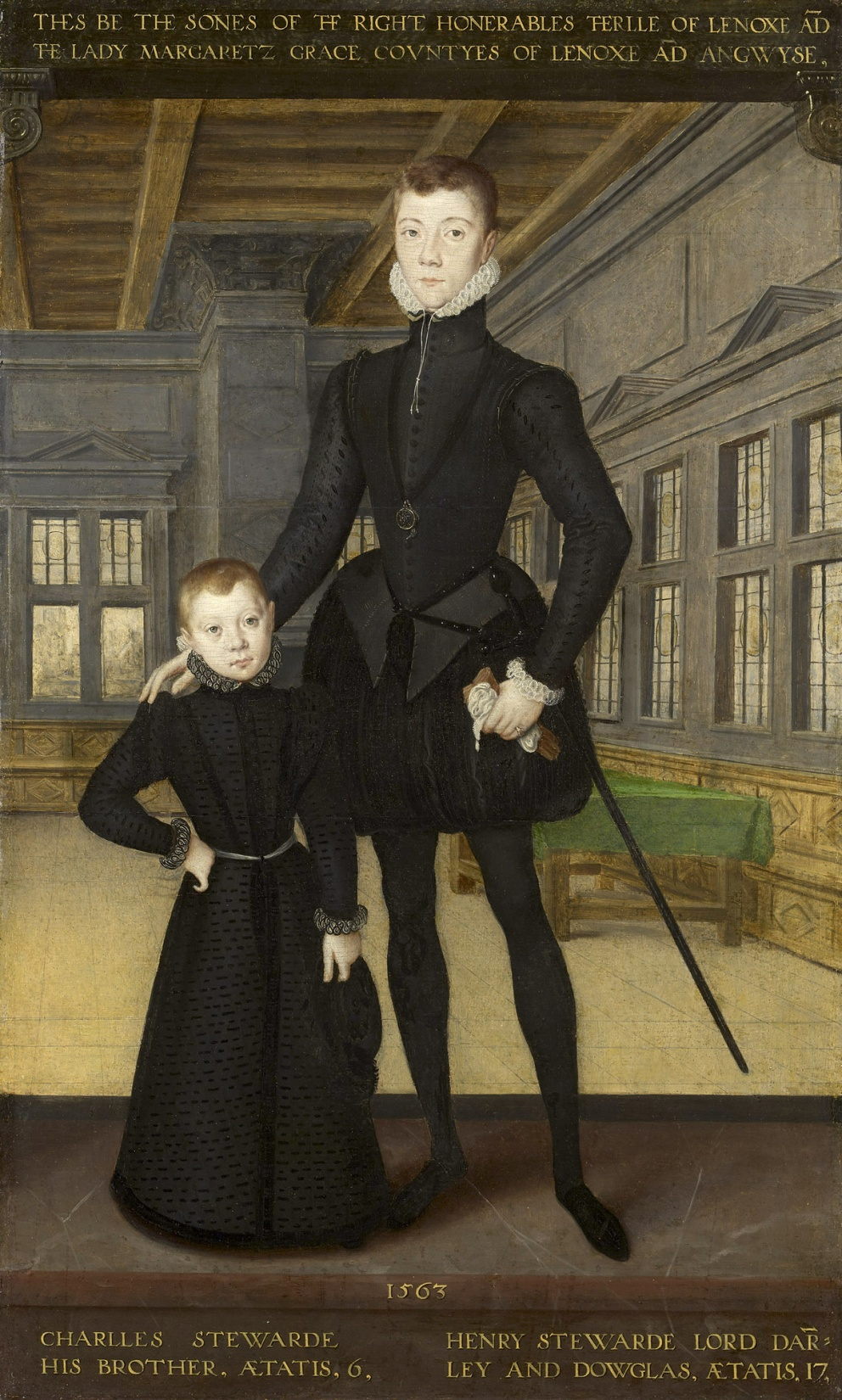
Henry Stewart, Lord Darnley, y su hermano Charles Stewart, último conde de Lennox (1563) Colección Real, Londres.
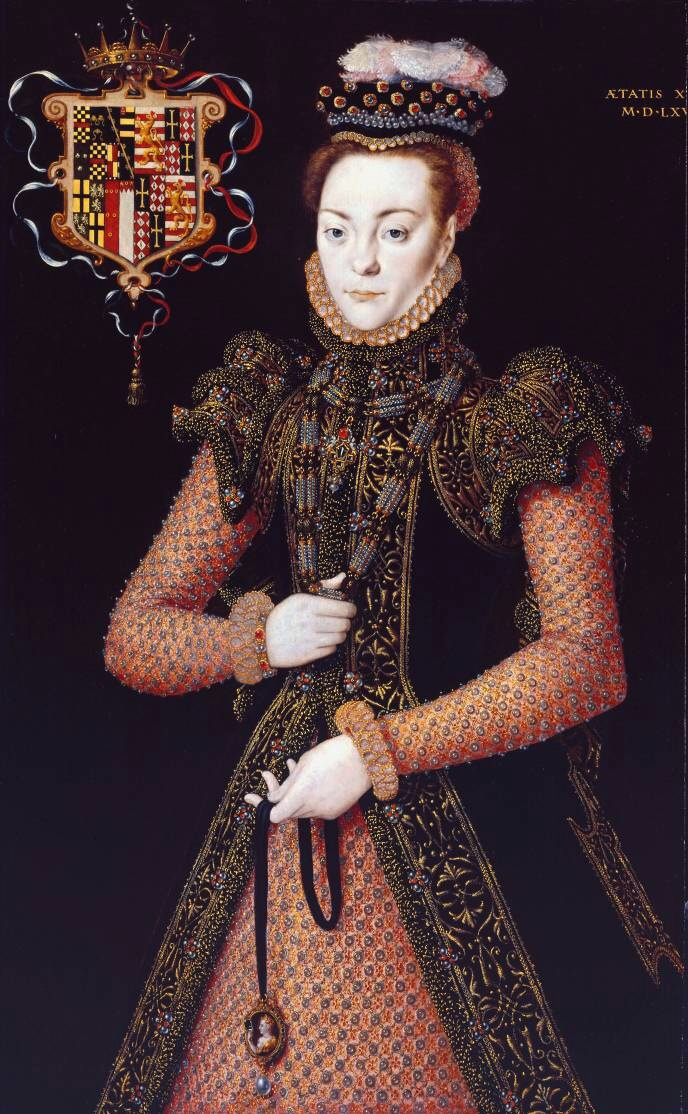
Retrato de dama desconocida (1565-8)Galería Tate, Londres.
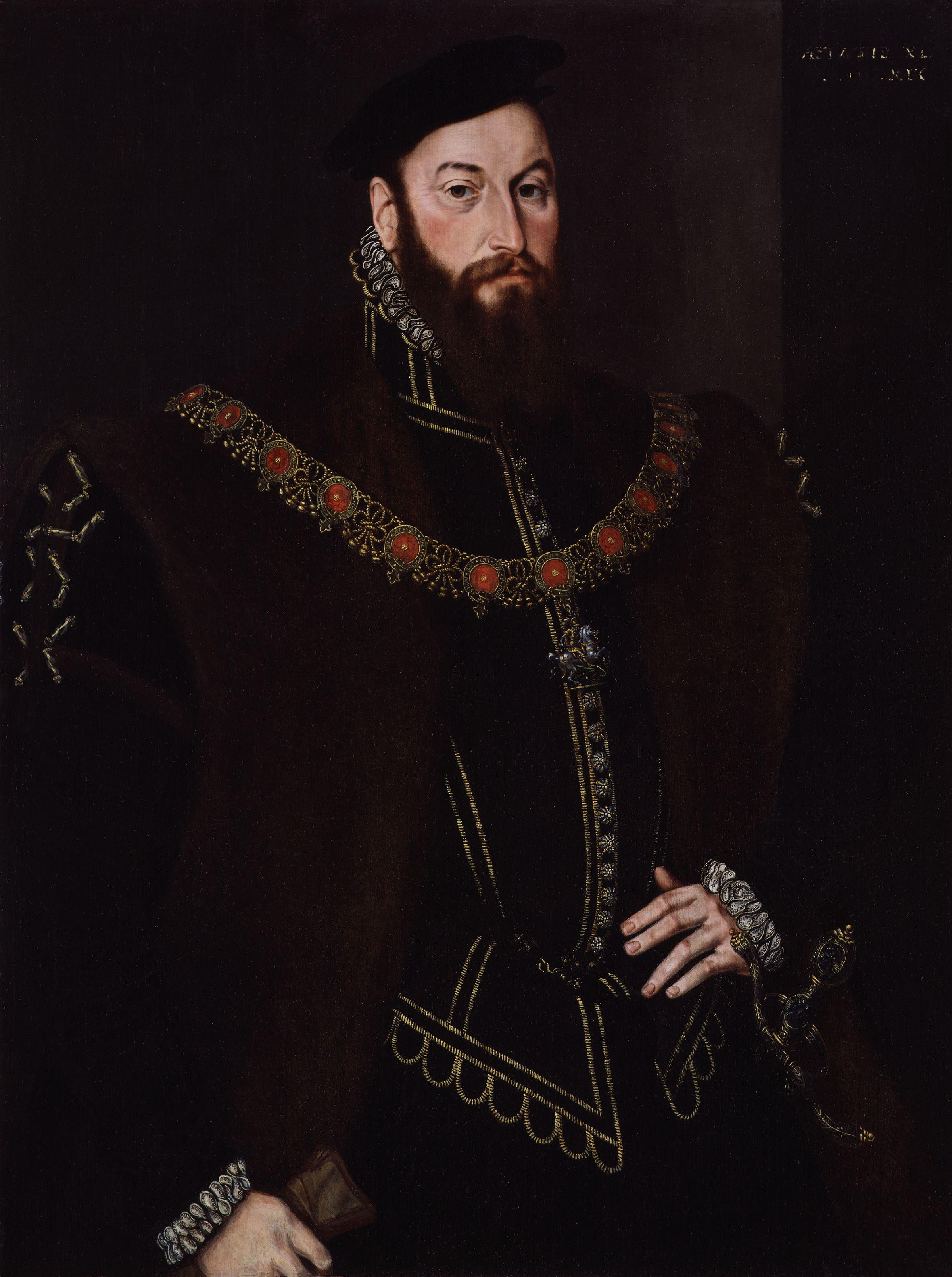
Anthony Browne, 1.er vizconde de Montague (1569) Galería Nacional del Retrato, Londres.